# Parafia Świętych Piotra i Pawła w Londynie (prawosławna)
Parafia Świętych Piotra i Pawła – parafia prawosławna w jurysdykcji patriarchy Konstantynopola, jedna z dwóch parafii Zachodnioeuropejskiego Egzarchatu Parafii Rosyjskich w Londynie. 
Parafia nie posiada własnej cerkwi. Wierni wynajmują w 2. i 4. niedzielę miesiąca anglikański kościół św. Pawła w dzielnicy Clapham. Językiem liturgicznym parafii jest angielski, w ograniczonym stopniu pojawiają się również cerkiewnosłowiański i grecki, ze względu na fakt, że członkowie parafii pochodzą z wielu różnych krajów. Według witryny parafialnej przewinęli się przez nią Amerykanie, Brytyjczycy, Bułgarzy, Kanadyjczycy, Cypryjczycy, Duńczycy, Francuzi, Gruzini, Niemcy, Grecy, Irlandczycy, Libańczycy, Nowozelandczycy, Polacy, Rumuni, Rosjanie, Serbowie, obywatele RPA oraz Ukraińcy. 